# Afrique du Sud aux Jeux olympiques d'été de 1932
L’Union d'Afrique du Sud participe aux Jeux olympiques de 1932 organisés à Los Angeles. En dépit de sa faible représentation en termes de participants (12 athlètes), la délégation sud-africaine remporte 5 médailles (2 en or et 3 en bronze), ce qui la situe en 15e place au rang des nations. Ce sont principalement les boxeurs sud-africains qui se mettent en valeur, remportant 3 médailles dont deux en or grâce à Lawrence Stevens et David Carstens.
Marjorie Clark en Athlétisme et Jenny Maakal en Natation remportent chacune une médaille de bronze.

## Tous les médaillés
| Médaille           | Nom              | Sport      | Épreuve                    |
| ------------------ | ---------------- | ---------- | -------------------------- |
| Médaille d'or      | Lawrence Stevens | Boxe       | Poids légers (-61,2 kg)    |
| Médaille d'or      | David Carstens   | Boxe       | Poids mi-lourds (-79,4 kg) |
| Médaille de bronze | Marjorie Clark   | Athlétisme | 80 m haies                 |
| Médaille de bronze | Ernest Peirce    | Boxe       | Poids moyens (-72,6 kg)    |
| Médaille de bronze | Jenny Maakal     | Natation   | 400 m nage libre féminin   |

## Sources
- (fr) Bilan de l’Afrique du Sud sur le site du Comité international olympique
- (en) Bilan complet de l’Afrique du Sud sur le site olympedia.org